# Contea di Benton (Indiana)
La contea di Benton (in inglese Benton County) è una contea dello Stato dell'Indiana, negli Stati Uniti. La popolazione al censimento del 2000 era di 9 421 abitanti. Il capoluogo di contea è Fowler.